# (Life May Be) A Big Insanity
(Life May Be) A Big Insanity ist ein Popsong von Sandra aus dem Jahr 1992. Der Song wurde im April 1990 als zweite Single aus Sandras fünftem Studioalbum Paintings in Yellow ausgekoppelt.

## Entstehung und Veröffentlichung
Der Song wurde von Michael Cretu und Klaus Hirschburger geschrieben und von Cretu produziert. Der Synthiepop-Song weist einige House-Einflüsse auf. Der Songtext stellt Ereignisse, die in den Nachrichten zu sehen sind, wie etwa Verbrechen oder Gewalt, die in den Strophen geschildert werden, die im Refrain betonte Stärke der Herzen der Menschen gegenüber – die Liebe werde den Hass besiegen.
Die Single erschien am 30. April 1990 bei Virgin Records. Auf der B-Seite befindet sich der Titel The Skin I'm In. Auf der 12″-Maxi befinden sich verschiedene Versionen des Stücks: Neben dem 4:29 Minuten dauernden Radio Edit, der auch auf der 7″-Single zu finden ist, sind hier zusätzlich der 6:12 Minuten lange Club Mix, der 6:39 Minuten dauernde Dance-Mix und der 2:33 Minuten lange Dub Mix zu enthalten.

## Chartplatzierungen
In Deutschland kam der Song auf Platz 27 und war elf Wochen platziert. In Frankreich kam er auf Platz 41 (drei Chartwochen).
| ChartsChartplatzierungen | Höchstplatzierung | Wochen |
| ------------------------ | ----------------- | ------ |
| Deutschland (GfK)        | 27 (11 Wo.)       | 11     |